# 27584 Barbaravelez
27584 Barbaravelez è un asteroide della fascia principale. Scoperto nel 2000, presenta un'orbita caratterizzata da un semiasse maggiore pari a 2,7609718 UA e da un'eccentricità di 0,1811623, inclinata di 4,63330° rispetto all'eclittica.